# Sapromyza mariae
Sapromyza mariae är en tvåvingeart som beskrevs av Malloch 1927. Sapromyza mariae ingår i släktet Sapromyza och familjen lövflugor. Inga underarter finns listade i Catalogue of Life.